# Otto Prutscher

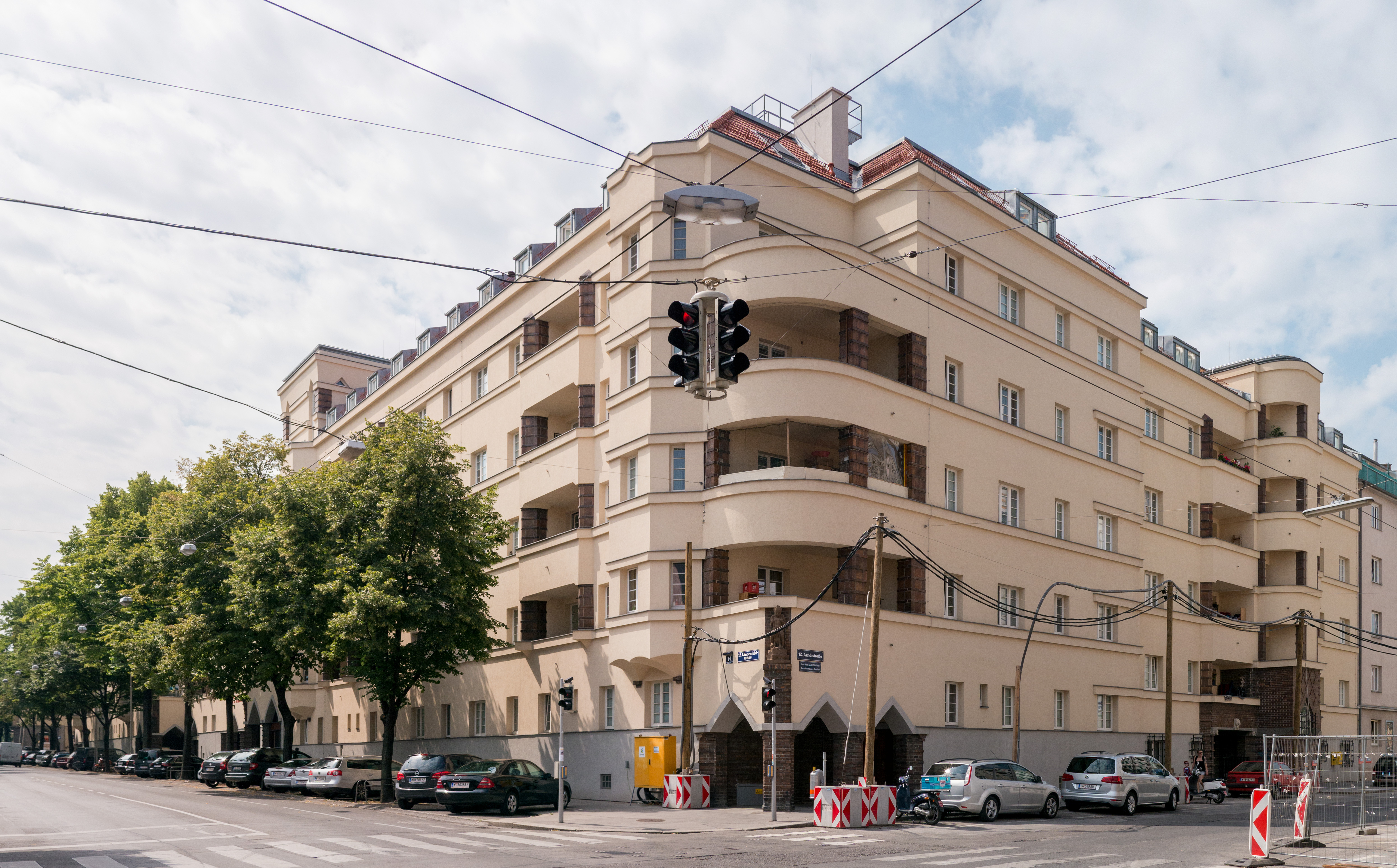
Budynek Lorenshof z 1930 w Wiedniu

Otto Prutscher (ur. 7 kwietnia 1880 w Wiedniu, zm. 15 lutego 1949 tamże) – austriacki architekt, tworzący w stylu secesji i modernizmu, projektant wyrobów szklanych.

## Życiorys
W latach 1897–1901 studiował na Uniwersytecie Sztuki Stosowanej w Wiedniu. W 1909 został powołany w Kunstgewerbeschule w Wiedniu na stanowisko wykładowcy gdzie pracował do przejścia na emeryturę w 1946. Dorobek Prutschera obejmuje ponad 50 budynków, prawie 50 wystaw, około 170 wnętrz, 300 projektów wnętrz oraz ponad 200 elementów i zestawów mebli.